# Sawielenki (przystanek kolejowy)
Sawielenki (biał. Савеленкі; ros. Савелинки, ros. nazwa normatywna Савеленки) – przystanek kolejowy w miejscowości Wialikaja Kamarouka, w rejonie szkłowskim, w obwodzie mohylewskim, na Białorusi. Leży na linii Orsza - Mohylew.
Nazwa pochodzi od pobliskiej wsi Sawielenki.